# Saltire Energy Paul Lawrie Match Play 2015
Het Saltire Energy Paul Lawrie Matchplay was een nieuw golftoernooi van de Europese PGA Tour 2015. Het werd gespeeld van 30 juli t/m 2 augustus op de Murcar Links Golf Club in Schotland. Er deden 64 spelers mee. Het prijzengeld was € 1.000.000, waarvan € 171.000 voor de winnaar was, € 116.500 voor de finalist, € 67.500 voor nummer drie en € 55.000 voor de verliezer van de troostfinale.

## Donderdag: ronde 1
Er deden geen Nederlanders mee. Uit België kwamen twee spelers, Nicolas Colsaerts won met 2&1 van Grégory Bourdy en Thomas Pieters verloor op de 19de hole van David Drysdale. Richie Ramsay verlaagde op deze baan in 2006 het baanrecord tot 62, en won een maand later het US Amateur. Hij eindigde in deze matchplay met twee birdies en versloeg Shiv Kapur. John Daly werd uitgeschakeld door Jorge Campillo.

## Vrijdag: ronde 2
Vrijdag werd ronde 2 gespeeld door 32 spelers.
| R2D | Winnaar              | Score  | R2D | Verliezer           |
| --- | -------------------- | ------ | --- | ------------------- |
| 27  | Chris Wood           | 5&4    | 69  | Jorge Campillo      |
| 45  | Julien Quesne        | 4&3    | 155 | Jeev Milkha Singh   |
| 67  | Grégory Havret       | 2&1    | 85  | Seve Benson         |
| 91  | Michael Hoey         | 5&4    | 60  | Kristoffer Broberg  |
| 63  | Morten Ørum Madsen   | 4&3    | 36  | Alexander Lévy      |
| 38  | Richie Ramsay        | 4&3    | 153 | Edoardo Molinari    |
| 36  | Tyrrell Hatton       | 4&2    | 103 | Mikael Lundberg     |
| 61  | Peter Uihlein        | H19    | 40  | Matthew Fitzpatrick |
| 19  | David Howell         | 6&4    | 128 | David Drysdale      |
| 185 | Chris Doak           | 1 hole | 97  | Paul Lawrie         |
| 16  | Kiradech Aphibarnrat | 3&2    | 137 | Graeme Storm        |
| 48  | Thomas Aiken         | 2up    | 57  | Andrew Dodt         |
| 76  | Johan Carlsson       | 2&1    | 13  | James Morrison      |
| 134 | Robert Karlsson      | 4&3    | 51  | Alejandro Cañizares |
| 15  | Marc Warren          | 3&2    | 126 | Fabrizio Zanotti    |
| 95  | Nicolas Colsaerts    | 4&3    | 56  | Trevor Fisher       |

## Zaterdag: ronde 3 en 4
Op zaterdag werden ronde 3 en 4 gespeeld. Aan ronde 3 deden nog 16 spelers mee, aan ronde 4 nog 8.
| Winnaar              | Score | Verliezer          |
| -------------------- | ----- | ------------------ |
| David Howell         | 2&1   | Chris Doak         |
| Chris Wood           | 2up   | Julien Quesne      |
| Kiradech Aphibarnrat | 4&3   | Thomas Aiken       |
| Michael Hoey         | 7&6   | Grégory Havret     |
| Robert Karlsson      | 4&3   | Johan Carlsson     |
| Richie Ramsay        | 1up   | Morten Ørum Madsen |
| Marc Warren          | 3&1   | Nicolas Colsaerts  |
| Tyrrell Hatton       | 5&4   | Peter Uihlein      |

Ronde 4 werd 's middags door 8 spelers gespeeld. De winnaars gingen door naar de kwartfinale.
| Winnaar              | Score | Verliezer      |
| -------------------- | ----- | -------------- |
| Robert Karlsson      | 1up   | Richie Ramsay  |
| David Howell         | 5&4   | Chris Wood     |
| Marc Warren          | H19   | Tyrrell Hatton |
| Kiradech Aphibarnrat | 2&1   | Michael Hoey   |

Warren chipte op hole 18 in voor een birdie en moest door naar hole 19. Daar maakte hij een eagle voor de overwinning.

## Zondag: kwart finale, de troostfinale en de finale
Kwartfinale
Voor de kwartfinale waren nog vier spelers over, inclusief de als nummer 2 geplaatste Marc Warren. Karlsson en Aphibarnrat stonden na hole 12 beiden 3up. 

Karlsson verloor hole 13 met een dubbel-bogey en hole 16 met een par, waarna hij nog maar 1 up stond en nog twee holes moest spelen. Toen hij hole 17 ook nog met een bogey verloor, stond hij dormie. Op hole 18 kon Karlsson winnen maar hij miste een putt van ruim een meter. Ze moesten door naar de 19de hole. Karlsson won op de 20ste hole.

Aphibarnrat stond na 15 holes nog steeds 3up, dormie. Beiden maakten een par op hole 16, dus Aphibarnrat ging door naar de finale.
| Winnaar              | Score | Verliezer    |
| -------------------- | ----- | ------------ |
| Robert Karlsson      | H20   | David Howell |
| Kiradech Aphibarnrat | 3&2   | Marc Warren  |

Troostfinale
De strijd om de 3de en 4de plaats ging tussen Howell en Warren. Na 12 holes stonden ze nog all square. Na een bogey van Warren op hole 13 en een dubbelbogey van Howell op hole 14 stonden ze weer all square. Howell maakte een birdie op hole 17 en won de troostfinale. 
| Winnaar      | Score | Verliezer   |
| ------------ | ----- | ----------- |
| David Howell | 1 up  | Marc Warren |

Finale
De finale ging tussen Aphibarnrat en Karlsson. Aphibarnrat had na zes holes al drie birdies gemaakt. Daarna maakte Karlsson birdies op hole 8 en 9 zodat Aphibarnrat nog maar 1up stond. Dat was de stand opnieuw na hole 16. Een birdie van Karlsson op hole 17 bracht de stand op all square. Aphibarnrat won met een birdie op de laatste hole. 
| Winnaar              | Score | Finalist        |
| -------------------- | ----- | --------------- |
| Kiradech Aphibarnrat | 1 up  | Robert Karlsson |